# Rancho Tepozoco
Rancho Tepozoco är en ort i Mexiko, tillhörande kommunen Atizapán i den sydvästra delen av delstaten Mexiko, i den centrala delen av landet. Orten hade 379 invånare vid folkräkningen 2010.